# Tiroler Soldaten-Zeitung
Die Tiroler Soldaten-Zeitung erschien vom 2. Juni 1915 bis zum 15. April 1917. Sie wurde herausgegeben vom k. u. k. Landesverteidigungskommando in Tirol (Feldpost Nr. 93). Der Verlagsort war Bozen.
Der Schriftsteller Robert Musil (1880–1942) war vom 8. Juni 1916 bis zum April 1917 zunächst Redakteur, dann vom 8. Oktober 1916 an Schriftleiter der Tiroler Soldaten-Zeitung.
Karl Corino schreibt: „Aufgabe des Blattes war, den Leser zum Verständnis der Lebensfragen des Staates und der Armee zu erziehen, den Irredentismus zu bekämpfen und die Reichseinheit zu betonen.“
Beigelegt waren die Innsbrucker Kriegsflugblätter.

## Ausgaben
1915
Juni – August
ca. 2 mal wöchentlich
September3., 8., 12., 15., 17., 29.
Oktober2., 6., 9., 13., 16., 20., 23., 27., 30.
November3., 6., 9., 20., 23., 29.
Dezember1., 2., 4., 8., 11., 15., 18., 22.
1916: 54 Ausgaben an unregelmäßigen Tagen
1917: jeweils am Sonntag
Januar7., 21., 28.
Februar4., 11., 25.
März4., 11., 18., 25.
April1., 8., 15.